# イーグル・MkIII
イーグル・MkIIIは、1991年から1993年までIMSA-GTPクラスに参戦した、オール・アメリカン・レーサーズ(AAR)とTRD USAが開発したプロトタイプレーシングカー。

## 概要

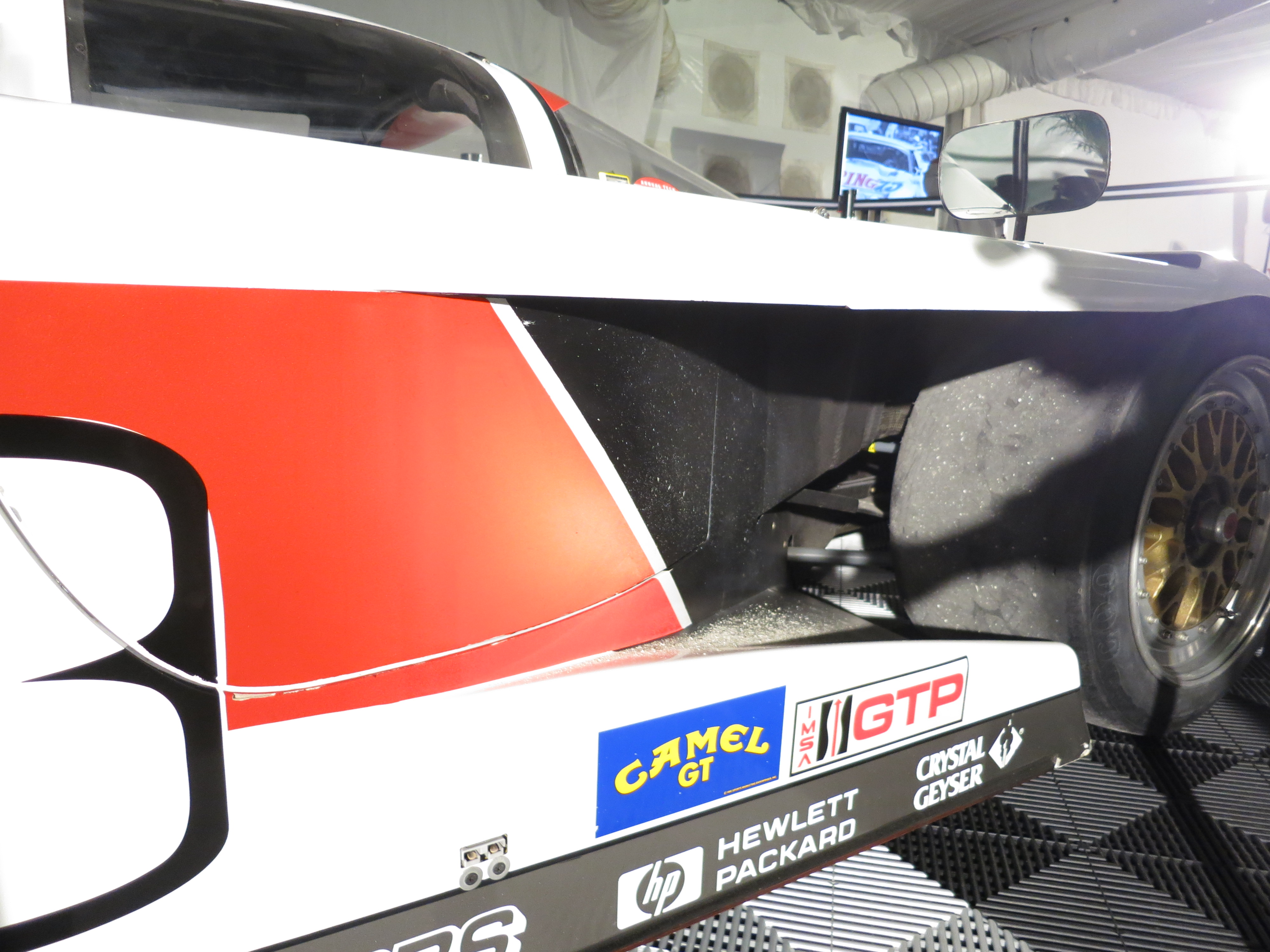
フロントフェンダー後方の巨大な切欠き。ここからフロント・アンダーフロアの気流を吸い出し、地面効果を発生させる。

1983年からIMSAの市販車改造部門にトヨタ・セリカで参戦しタイトルを獲得したAARは、1989年からIMSA-GTPへステップアップ。最初はグループC規定のトヨタ・88CとIMSA-GTP規定のHF89の2台体制であったが、HF89はトラブルが頻発したため、初年度は88Cに注力された。その後HF89はHF90、そしてMkIIIに改良されて本格投入されることになる。なおイーグル"MkⅠ"は1986年にテストしていた試作車、"MkⅡ"はHF89及びその改良型であるHF90のことであるが、これらは現役時代はいずれもそのようには呼ばれず、あくまで俗称止まりとなっている。
MkIIIのエンジンは直列4気筒シングルターボの3S-G型を搭載。これはGTP規定で設定されていた最低重量の関係で、必ずしも多気筒・大排気量のエンジンが有利ではなかったことが大きな理由である。加えて直4のコンパクトなレイアウトは、前後重量配分の調整や空力開発でも大きなメリットがあったとされる。最大出力は性能調整の関係でシーズンにもよるが、700～770馬力を発生した。
モノコックはカーボン製。ラジエーター、インタークーラーはコックピット側面に配置される。デビュー当初はルーフ上にリヤビュー・カメラを設置し、運転席内のモニターからマシン後方を確認できるようになっていた。
武骨な外観のイーグルMkIIIだが、実は高い空力性能を持っている。マシンのフロント下部から取り入れられた空気はフロントフェンダー後方に大きな吸い出し口を持つフロントディフューザーで強いダウンフォースを発生し、リヤディフューザーで再びダウンフォースを発生させる。リヤディフューザーの吸い出し効果向上を目的に1992年の第9戦ラグナ・セカから2段式リヤウイングを装備するようになると、さらに空力性能は向上した。イーグルMkIIIは2段式リヤウイング装備前でも時速200マイル(320Km)で6,760ポンド(3.06トン)のダウンフォースを獲得していたが、2段式リヤウイングを装備するとダウンフォースは時速200マイルで9,275ポンド（4.2トン）へと跳ね上がった。これは同時期のF1マシンのダウンフォース量（1990年のティレル・019は時速300Kmで1.25トン）の3倍以上に達した。これにはアメリカの常設サーキットはヨーロッパに比べて路面が荒く、ストリートコースも多いことから、サスペンションに対する許容度の広さとそれに合わせた高度な空力技術が求められていたことが背景にある。

## 戦績
- 1991年
イーグルMkIIIはIMSA-GTP第11戦ラグナ・セカでデビューした。予選2位からスタートし決勝では終盤までレースをリードするが、ペナルティを受け7位に終わった。しかし続く第12戦ポートランドで初優勝すると最終戦デル・マーでも優勝。4戦2勝で最初のシーズンを終えた。
- 1992年
1992年のGTPクラスはこれまで参戦していた日産、ジャガー、トヨタに加えシボレー、マツダがワークス参戦した。タイトル争いは1991年シーズン終盤に2勝を挙げたイーグルMkIIIを擁するトヨタと、前年のSWCチャンピオン・マシンXJR-14で戦うジャガーとの間で争われた。イーグルMkIIIは第3戦セブリング12時間でシーズン1勝目を挙げ、第5戦ライムロックで2勝目を挙げた。ジャガーも第4、6戦と勝利したが、イーグルMkIIIは第7戦ニューオリンズから最終戦デル・マーまで7連勝し、トヨタはマニュファクチャラー・ドライバー(ファン・マヌエル・ファンジオ2世)の両タイトルを初めて獲得した。GTPは5つのワークス・チームが参戦していたが、イーグルMkIIIが圧倒的な強さを見せ始めると他のワークスチームは戦意を失い、このシーズン限りでぞろぞろとシリーズから撤退していった[5]。
- 1993年
ライバルのいなくなったGTPクラスで、イーグルMkIIIはシリーズを完全に掌握。第8戦ロード・アトランタではあまりに勝ちすぎてイメージを落とすのを恐れた米国トヨタ販売がAARに欠場を促したため、全戦全勝とは相成らなかった[2]ものの、それ以外はデイトナ24時間・セブリング12時間を含む出走した全てのレースで優勝。トヨタは2年連続でダブルタイトル(ドライバーズタイトルはファン・マヌエル・ファンジオII)を獲得した。

IMSAはGTPクラスを1993年限りで廃止することにしたため、イーグルMkIIIは27戦21勝という成績とともにレースの舞台を去った。